# 넵테캄스크

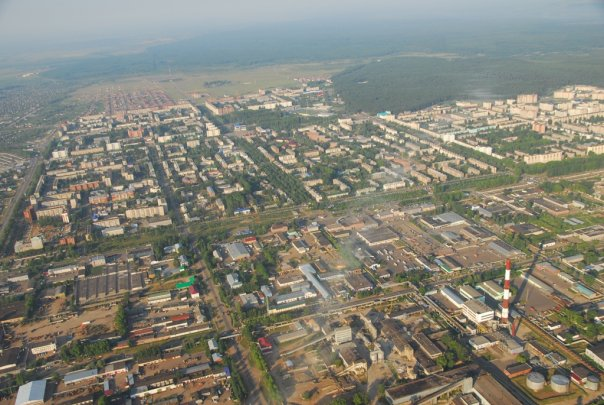

넵테캄스크(러시아어: Нефтека́мск, 바시키르어: Нефтекама)는 바시키르 공화국에 위치한 도시이다.
인구는 12만2,300명(2003년)이고, 우파, 스테를리타마크, 살라바트에서 멀리 떨어져 있다.
카마 강에 접해 있고 우파에서 250km 떨어져 있다. 넵테캄스크는 크라스노캄스키 군과 야나울스키 군을 연결하고 있다. 우파, 비르스크, 야나울, 아기델, 옥탸브리스키, 이젭스크, 페름, 카잔을 연결한다.
현재 시장은 일류스 가리풀린(Илюс Фагитович Гарифуллин)이다.

## 인구
| 연도           | 인구    | ±%       |
| -------------- | ------- | -------- |
| 1959           | 2,946   | —        |
| 1970           | 46,482  | +1477.8% |
| 1979           | 69,586  | +49.7%   |
| 1989           | 106,801 | +53.5%   |
| 2002           | 122,290 | +14.5%   |
| 2010           | 121,733 | −0.5%    |
| 2021           | 131,942 | +8.4%    |
| 출처: Censuses |         |          |